# Narodowe Muzeum Techniki w Pradze
Narodowe Muzeum Techniki (cz. Národní technické muzeum) – największa instytucja poświęcona zbieraniu informacji i artefaktów związanych z historii techniki w Czechach.

## Historia
Muzeum zostało założone w 1908 roku i na początku znajdowało się w Pałacu Schwarzenbergów; nosiło wówczas nazwę Technické muzeum Království českého, a od 1918 roku Technické muzeum československé. Obecna siedziba obok Parku Letná została wybudowana w latach 1938–1941. Władze Protektoratu Czech i Moraw przeznaczyły ją na Ministerstwo Poczty, a samo muzeum (już pod nową nazwą – České technické muzeum) przeniosły do mniejszego pałacu Invalidovna, gdzie działało do 1944. Dopiero po wojnie w 1948 roku uruchomiono pierwszą wystawę w nowym obiekcie.

## Współczesność
Eksponaty muzealne stanowią około 15% całkowitej kolekcji muzeum. Muzeum zarządza archiwami składającymi się z materiałów archiwalnych o łącznej ilości 250 000 książek.
W 2001 roku w muzeum otworzono Muzeum Kolejnictwa, w którym jest zawarte około 100 pojazdów kolejowych.
Narodowe Muzeum Techniki zostało zamknięte we wrześniu 2006 w celu wykonania kapitalnego remontu. Wznowienie prac muzeum początkowo zaplanowano na luty 2008 r., ale zostało ono przesunięte na 2010.